# Krekepolder
De Krekepolder is een polder ten noorden van Zaamslag in de Nederlandse provincie Zeeland. De polder behoort tot de Zaamslagpolders.
De polder is ontstaan door indijking van het deel van een zeegeul, dat bij de bedijking van de Groote Huissenspolder (1695) nog buitendijks was gehouden. Deze geul werd wel De Hondt genoemd en in de Groote Huissenspolder bevindt zich nog een restant ervan.
Na de inpoldering slibde de geul dicht, en al spoedig, namelijk in 1718, kon ze afgedamd worden aan de westzijde. De dam komt overeen met de huidige Valweg. De polder is 68 ha groot.